# Andreas Steiner (Politiker, 1954)
Andreas Steiner (* 30. November 1954 in Lichtenstein/Sa.) ist ein deutscher Politiker (parteilos, früher DSU) und ehemaliger Abgeordneter der Volkskammer der DDR.

## Biographie
Steiner besuchte 1961 bis 1971 die Polytechnische Oberschule in Oelsnitz und legte 1974 das Abitur mit Berufsausbildung Mechaniker für Datenverarbeitungs- und Büromaschinen ab. 1977 schloss er eine Ausbildung zum Härtereifacharbeiter ab. 1974 bis 1976 leistete Andreas Steiner seinen Wehrdienst.
1977 bis März 1990 arbeitete er als Härtereifacharbeiter im VEB Buchungsmaschinenwerk Karl-Marx-Stadt, Betriebsteil Oelsnitz. Seit Mai 1991 war er Mitarbeiter der „Gauck-Behörde“ in Chemnitz, und 1995 bis Juli 2001 Leiter der Außenstelle Chemnitz der Behörde der Bundesbeauftragten für die Stasi-Unterlagen.
Steiner ist katholischen Glaubens, verheiratet und hat ein Kind.

## Politik
1989, während der Wende in der DDR schloss sich Steiner der CSU Sachsen (später DSU) an. Bis 1993 war er Kreisvorsitzender der DSU in Stollberg und Mitglied des DSU-Bundesvorstandes. Seit 1993 ist er parteilos. Bei der ersten freien Volkskammerwahl 1990 wurde er im Wahlkreis 08 (Karl-Marx-Stadt) in die Volkskammer gewählt. Vom 3. Oktober bis zum 20. Dezember 1990 gehörte er dem Bundestag an, wo er sich der Unionsfraktion anschloss.
Von 2001 bis 2020 war Steiner hauptamtlicher Bürgermeister in Hartenstein.